# Tichomoří

Země označené modře ohraničují pobřeží Tichého oceánu

Tichomoří je pojem, který velmi široce a neurčitě označuje ostrovní oblasti Tichého oceánu. V širším kontextu může termín označovat všechny části pevnin, které k Tichému oceánu přiléhají (Asie, Amerika, Austrálie; viz též Ohnivý kruh), a také všechny ostrovy v něm ležící. V užším kontextu označuje ostrovy Oceánie.

## Země v Tichomoří
Níže je uveden seznam zemí, které se nacházejí podél Tichého oceánu:
| - Východní Asie - Rusko - Japonsko - Severní Korea - Jižní Korea - Čína - Hongkong - Macao - Tchaj-wan - Jihovýchodní Asie - Vietnam - Kambodža - Thajsko - Malajsie - Singapur - Brunej - Indonésie - Filipíny - Východní Timor | - Oceánie (suverénní státy) - Austrálie - Palau - Mikronésie - Papua Nová Guinea - Šalomounovy ostrovy - Nauru - Marshallovy ostrovy - Vanuatu - Nový Zéland - Tuvalu - Fidži - Kiribati - Tonga - Samoa - Niue - Cookovy ostrovy | - Oceánie (závislá území) - Australské státy a teritoria - Norfolk - Novozélandské království - Tokelau - Zámořská Francie - Nová Kaledonie - Wallis a Futuna - Francouzská Polynésie - Zámořské území Spojeného království - Pitcairnovy ostrovy - Ostrovní oblast Spojených států amerických - Severní Mariany - Guam - Americká Samoa - Spojené státy americké - Havaj - Chile - Velikonoční ostrov | - Severní Amerika - Kanada - Spojené státy americké - Mexiko - Střední Amerika - Guatemala - Salvador - Honduras - Nikaragua - Kostarika - Panama - Jižní Amerika - Kolumbie - Ekvádor - Peru - Chile |

## Obchod
V Tichém moři probíhá čilý námořní ruch, nachází se zde 29 z 50 nejrušnějších kontejnerových přístavů na světě:
| - Jižní Korea - Pusan (5. místo) - Japonsko - Jokohama (36. místo) - Tokio (25. místo) - Nagoja (47. místo) - Kóbe (49. místo) - Tchaj-wan - Kaosiung (12. místo) - Hongkong - Hongkong (3. místo) | - Čína - Šanghaj (1. místo) - Šenčen (4. místo) - Ningbo (6. místo) - Kanton (7. místo) - Čching-tao (8. místo) - Tchien-ťin (10. místo) - Xiamen (19. místo) - Ta-lien (21. místo) - Lianyungang (30. místo) - Yingkou (34. místo) | - Filipíny - Manila (37. místo) - Vietnam - Saigon (28. místo) - Thajsko - Laem Chabang (22. místo) - Malajsie - Klang (13. místo) - Tanjung Pelepas (16. místo) - Singapur - Singapur (2. místo) | - Indonésie - Jakarta (24. místo) - Surabaya (38. místo) - Kanada - Vancouver (50. místo) - Spojené státy americké - Los Angeles (17. místo) - Long Beach (18. místo) - Seattle/Tacoma (48. místo) - Panama - Balboa (43. místo) |